# Республиканский лицей-интернат
ГБНОУ РС (Я) «Республиканский лицей-интернат» — среднее общеобразовательное учреждение города Якутска, основанное в 1972 году как Республиканская физико-математическая школа.

## История
Во второй половине 1960-х годов по постановлению Совета министров СССР № 905 «Об организации специализированных школ-интернатов физико-математического и химико-биологического профиля» образовались несколько специализированных физико-математических школ-интернатов для особо одарённых детей при Московском, Ленинградском, Новосибирском, Киевском и Тбилисском университетах.
В 1972 году при Якутском государственном университете открылась Республиканская физико-математическая школа, став шестой в СССР и первой на территории Якутии профильной школой. Инициатором создания РФМШ и её первым директором до 1980 года выступил Исмаил Шахбаз оглы Алиев (1931—1987) — доцент кафедры алгебры и геометрии Новосибирского государственного университета родом из города Физули Азербайджанской ССР.
Ещё в НГУ Алиев отметил особый склад ума студентов из Якутии, а позже он приезжал в Якутск на третий тур республиканской олимпиады школьников Якутской АССР для отбора в физико-математическую школу при НГУ. Там он оказался впечатлён работой якутских учителей, отношением руководства республики к подготовке будущих специалистов по точным наукам, а также необычными умственными способностями якутских школьников, поэтому у него появилась идея сформировать профильную школу при ЯГУ. Получив приглашение работать в ЯГУ, Алиев переехал в Якутск в 1971 году. До того времени в республике открылось много физико-математических классов благодаря деятельности М. А. Алексеева, но отдельной специализированной физико-математической школы ещё не было. В разные годы в РФМШ работало множество известных якутских учёных, среди них Ю. Г. Шафер, Г. Ф. Крымский, Н. Г. Соломонов.
С 1994 года учреждение возглавляет Иван Иванович Шамаев (род. 1952) — доктор физико-математических наук, общественный деятель, депутат Государственного собрания Республики Саха (2014—2018). В начале сентября 2015 года для лицея открылось новое отдельное трёхэтажное здание, строившееся с 2012 года. До этого у школы не было собственного здания. К данному событию выпускники разных лет сделали подарок — поставили сэргэ благодарности (якут. махтал сэргэтэ). Тем не менее учащиеся продолжили проживать в одном из общежитий Северо-Восточного федерального университета имени М. К. Аммосова, поскольку строительство интерната отложили на некоторое время.

## Учебный процесс
По состоянию на 30 декабря 2020 года РЛИ насчитывал 372 учащихся и 53 педагогических работника. Обучение проводится с 5 класса. В качестве второго иностранного преподаётся китайский язык.

## Достижения
Республиканский лицей-интернат считается одним из лучших школ Якутии и Дальнего Востока России. В 2015 году Московский центр непрерывного математического образования включил РЛИ в перечень 500 лучших школ России. В 2016 году МЦНМО внёс РЛИ в два списка 500 общеобразовательных организаций, обеспечивающих высокий уровень подготовки выпускников: по физико-математическому и физико-химическому профилям. Учитывались результаты заключительного и регионального этапов Всероссийской олимпиады школьников в определённой профильной области и результаты ОГЭ по профильным предметам. В конце декабря 2017 года министерство образования и науки Республики Саха (Якутия) утвердило рейтинг 466 средних общеобразовательных учреждений региона за 2016—2017 годы, который возглавил РЛИ.
Рейтинговое агентство RAEX неоднократно включало Республиканский лицей-интернат в перечни:
- 2017 — 185-е место среди 200 лучших школ России[11];
- 2020—2022 — 1-е место среди 20 лучших школ Республики Саха (Якутия) по количеству выпускников, поступивших в ведущие вузы России[12];
- 2019—2022 — 1-е место среди 20 лучших школ Дальневосточного федерального округа по количеству выпускников, поступивших в ведущие школы России[13][14][12];
- 2020 — 81-е место среди 200 лучших школ России по конкурентоспособности выпускников[15];
- 2020 — 47-е место среди 300 школ по количеству выпускников, поступивших в ведущие вузы России[12];
- 2021 — 56-е место среди 300 школ по количеству выпускников, поступивших в ведущие вузы России[16];
- 2022 — 65-е место среди 300 школ по количеству выпускников, поступивших в ведущие вузы России[12];
- 2022 — 136-е место среди 200 лучших школ России по конкурентоспособности выпускников[17].